# Chirianca, Strășeni
Chirianca este o localitate din raionul Strășeni, Republica Moldova.

## Administrație și politică
Componența Consiliului local Chirianca (9 consilieri), ales la 5 noiembrie 2023, este următoarea:
|  | Partid                                      | Consilieri | Componență | Componență | Componență | Componență | Componență | Componență | Componență |
|  | ------------------------------------------- | ---------- | ---------- | ---------- | ---------- | ---------- | ---------- | ---------- | ---------- |
|  | Partidul Acțiune și Solidaritate            | 7          |            |            |            |            |            |            |            |
|  | Partidul Național Liberal                   | 1          |            |            |            |            |            |            |            |
|  | Partidul Comuniștilor din Republica Moldova | 1          |            |            |            |            |            |            |            |

## Galerie de imagini

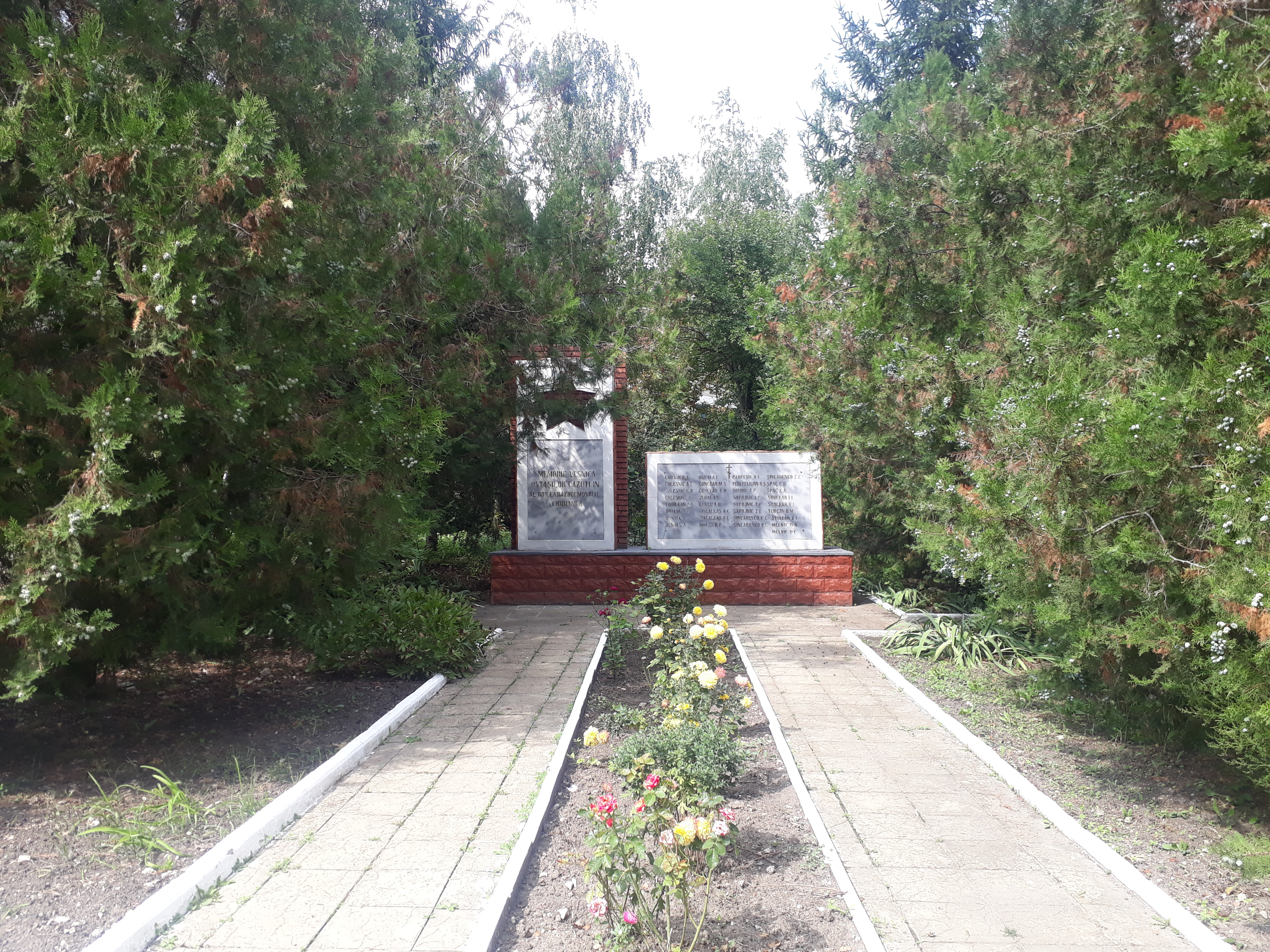
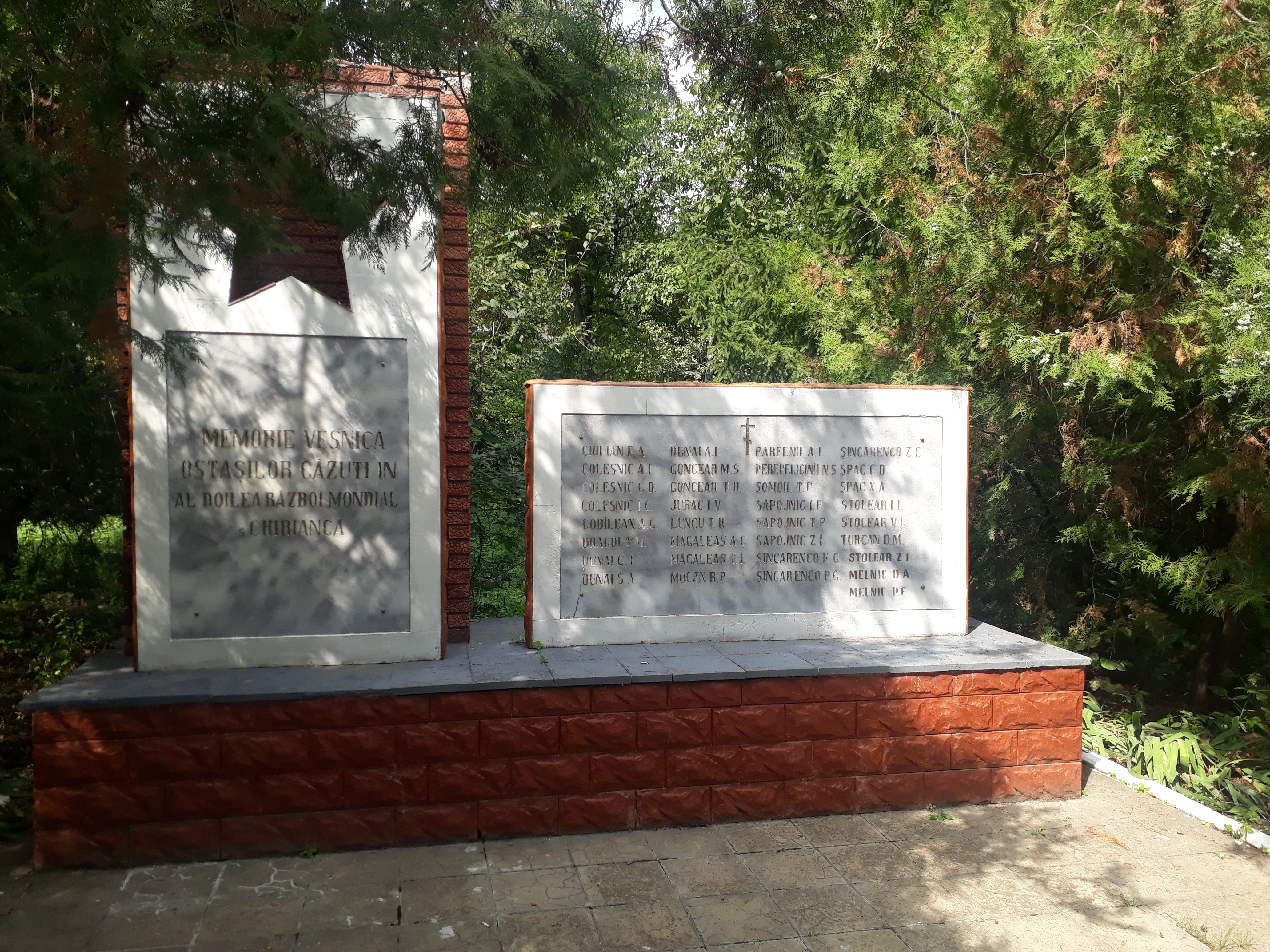
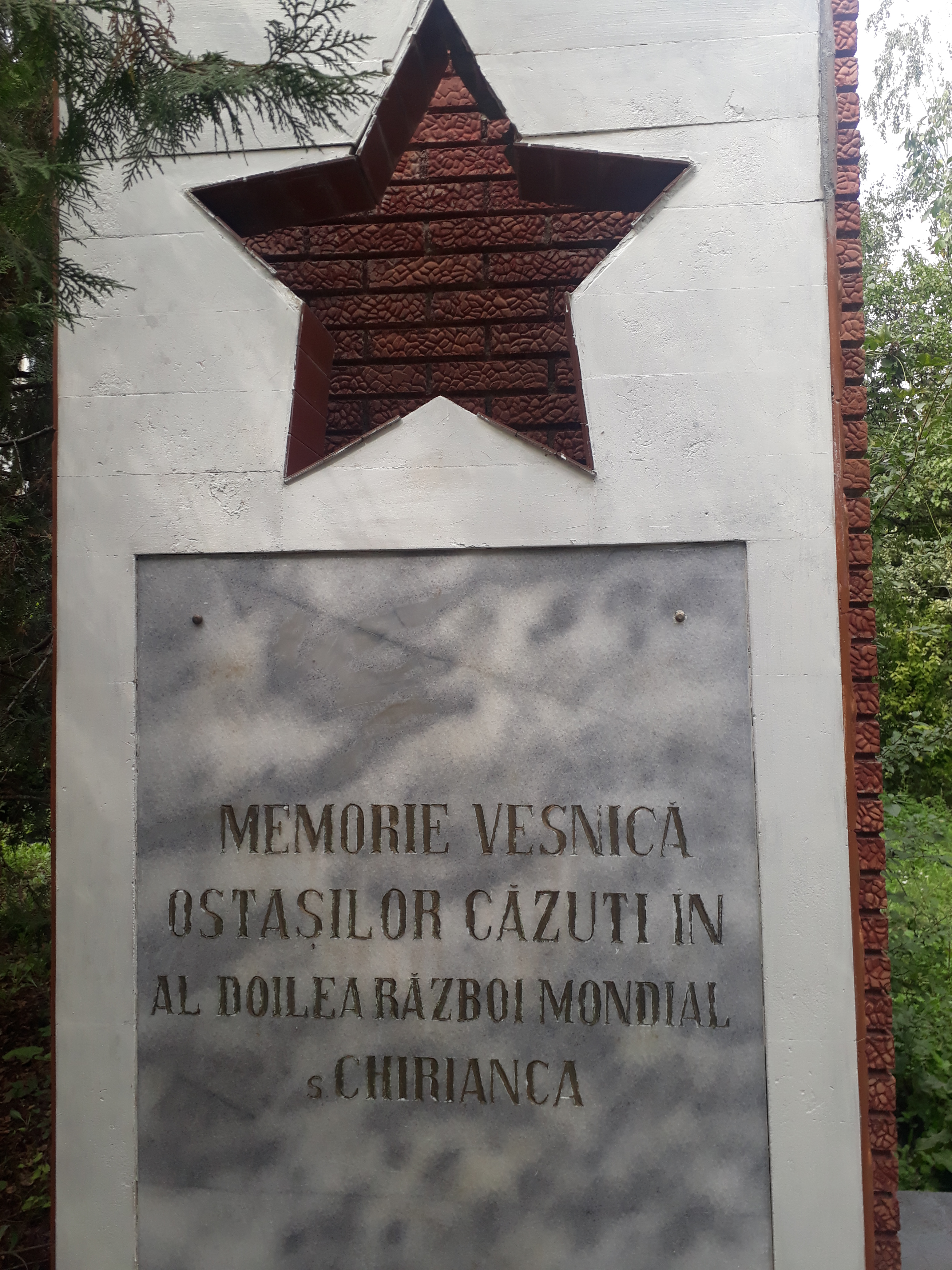
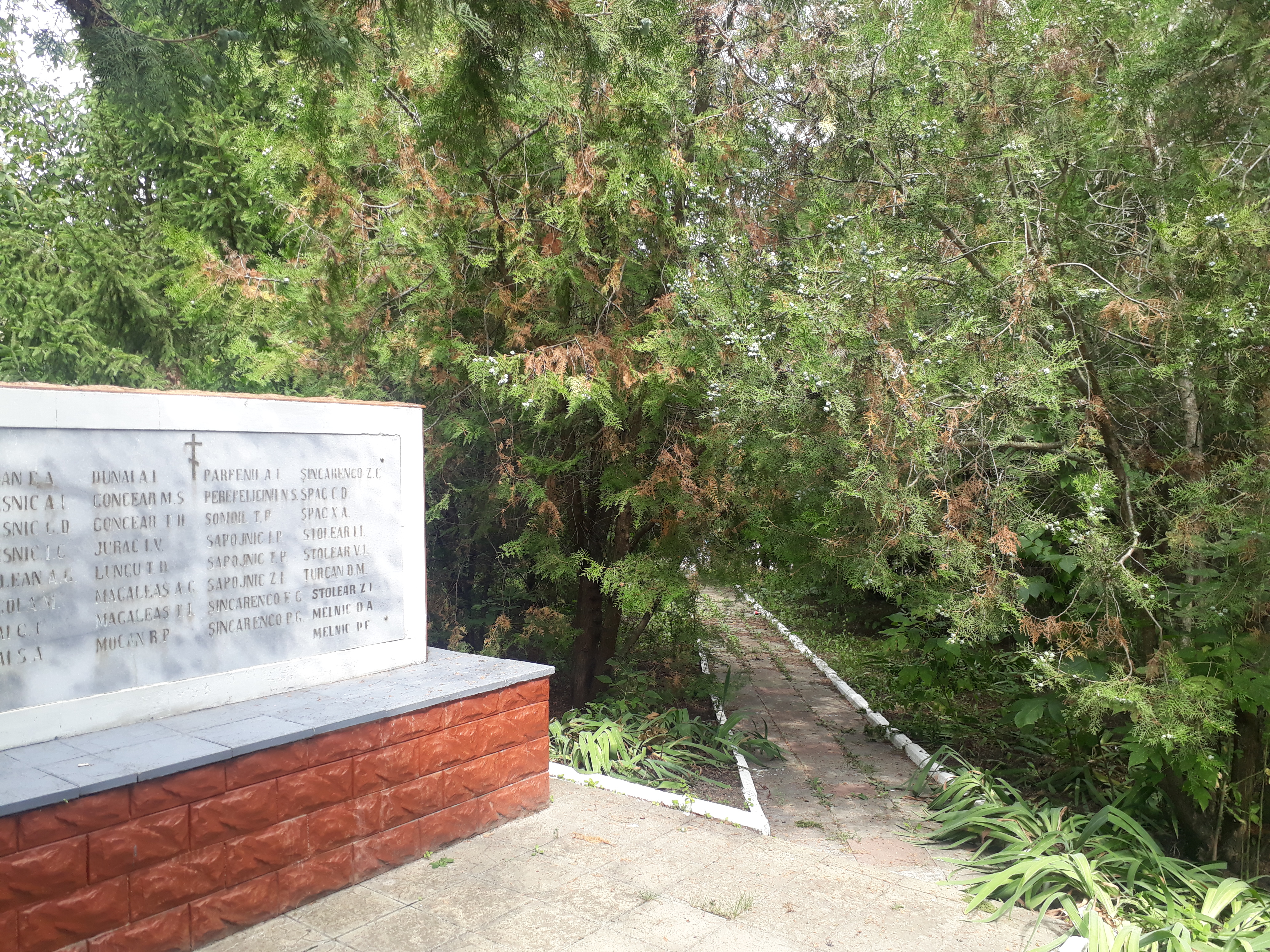

Biserica „Înălțarea Domnului”

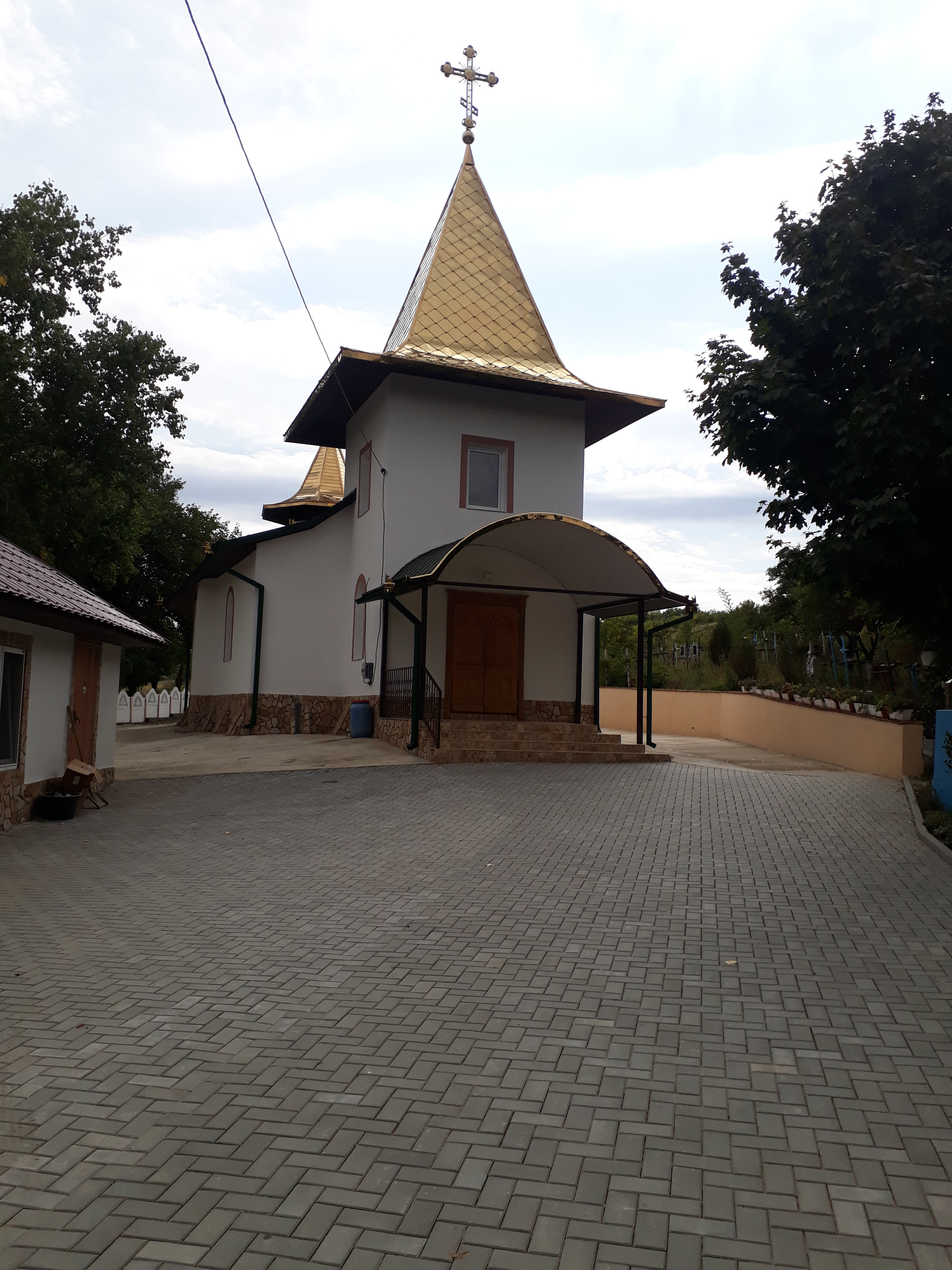
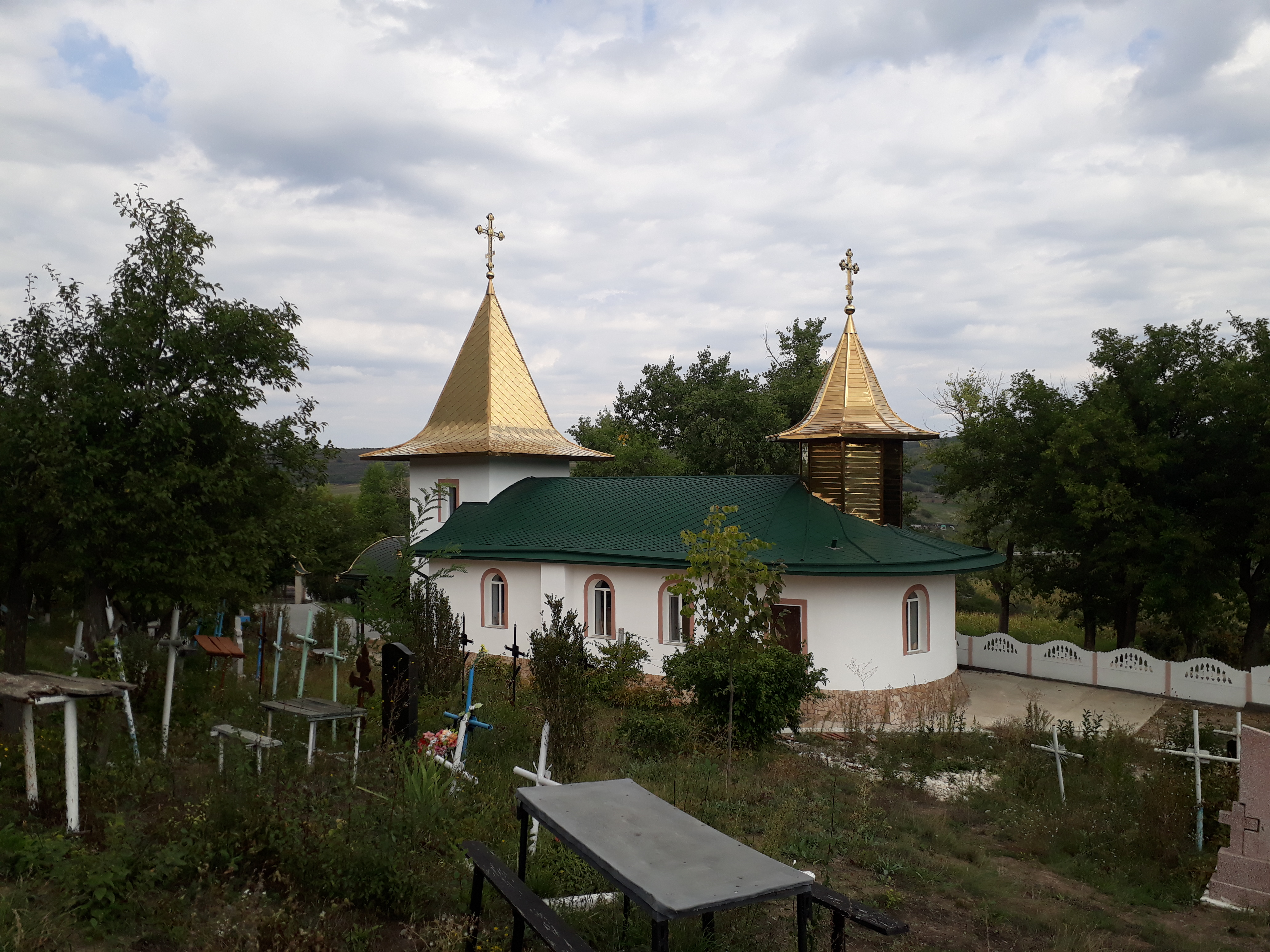
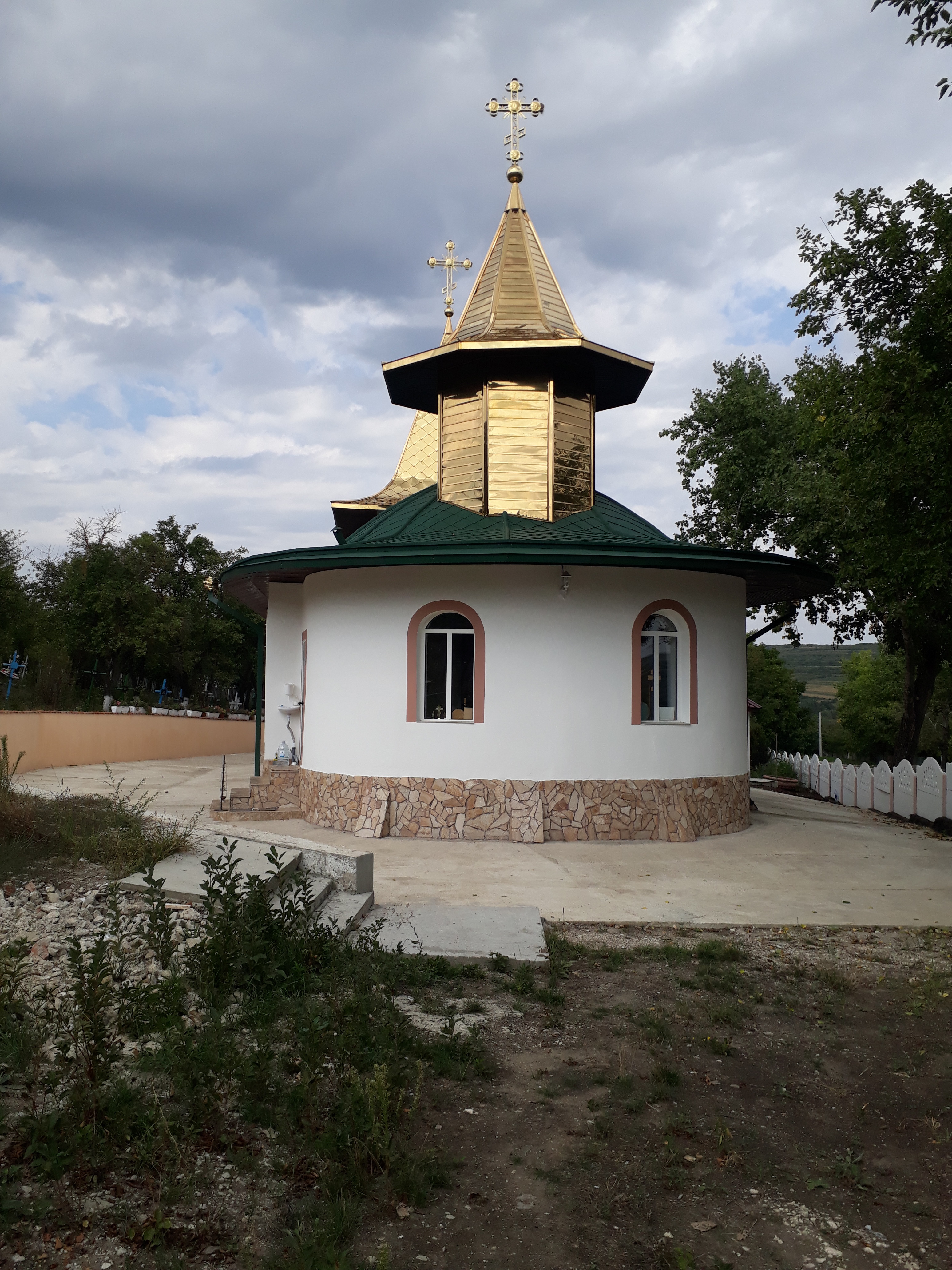
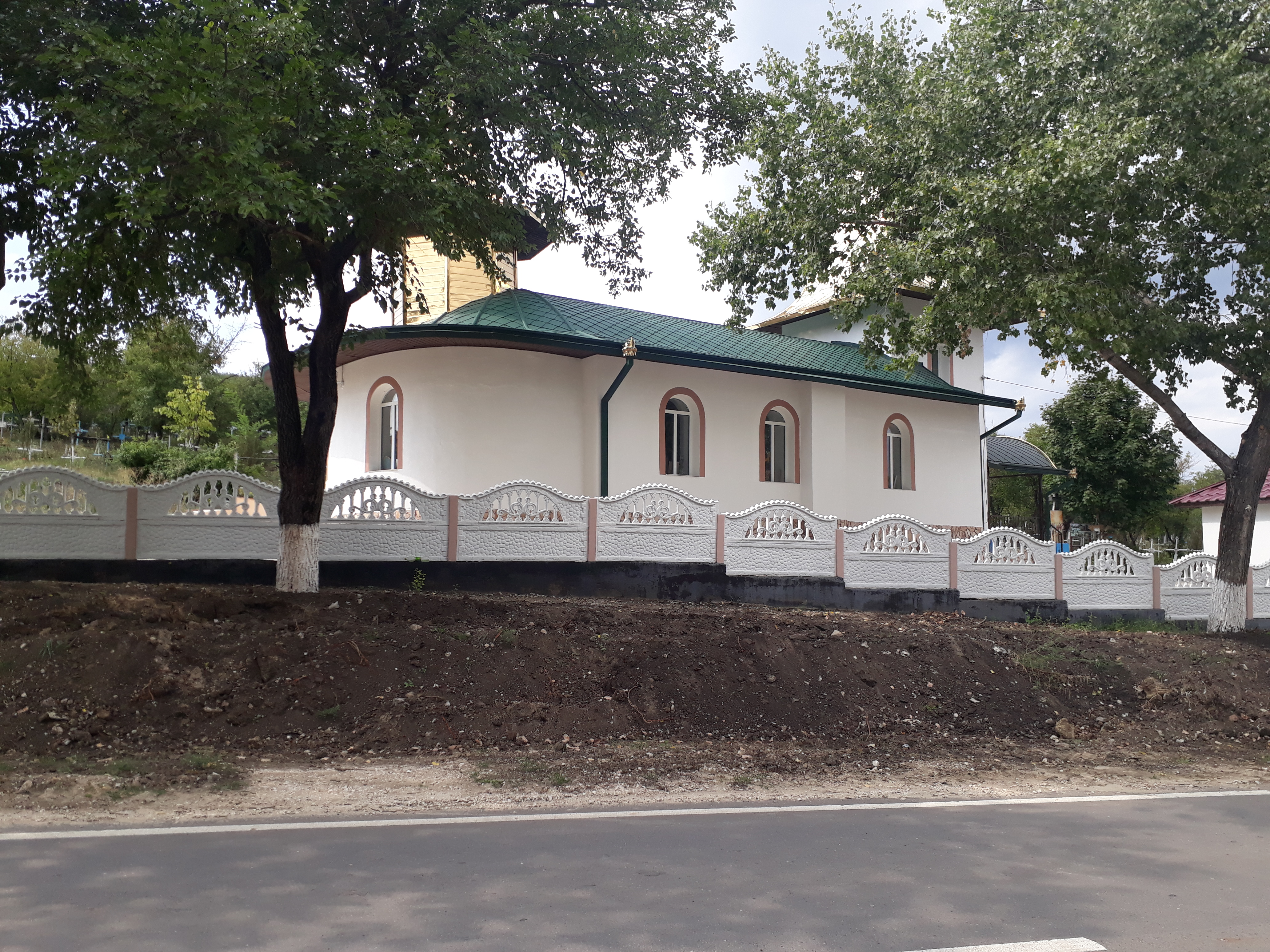
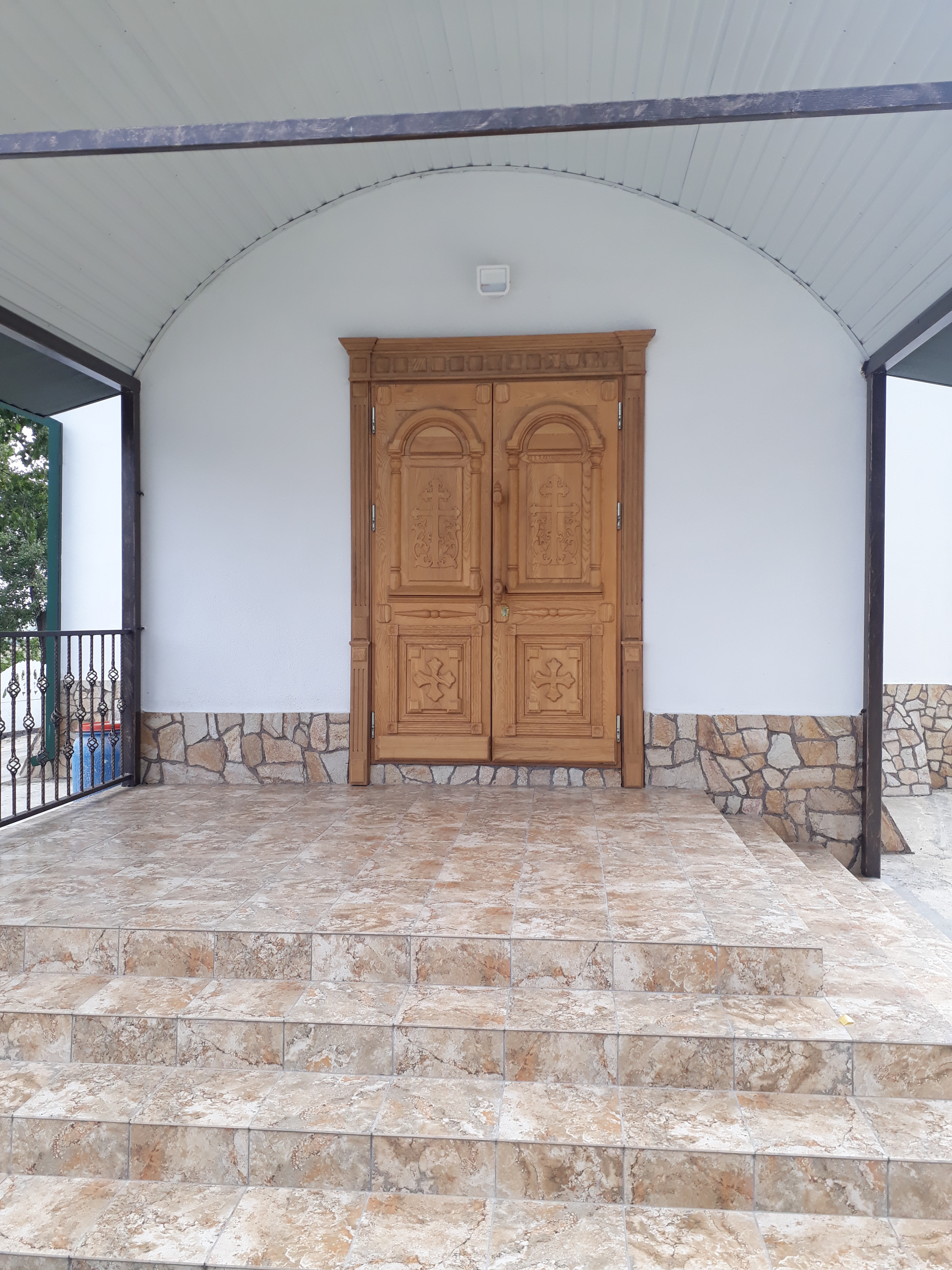
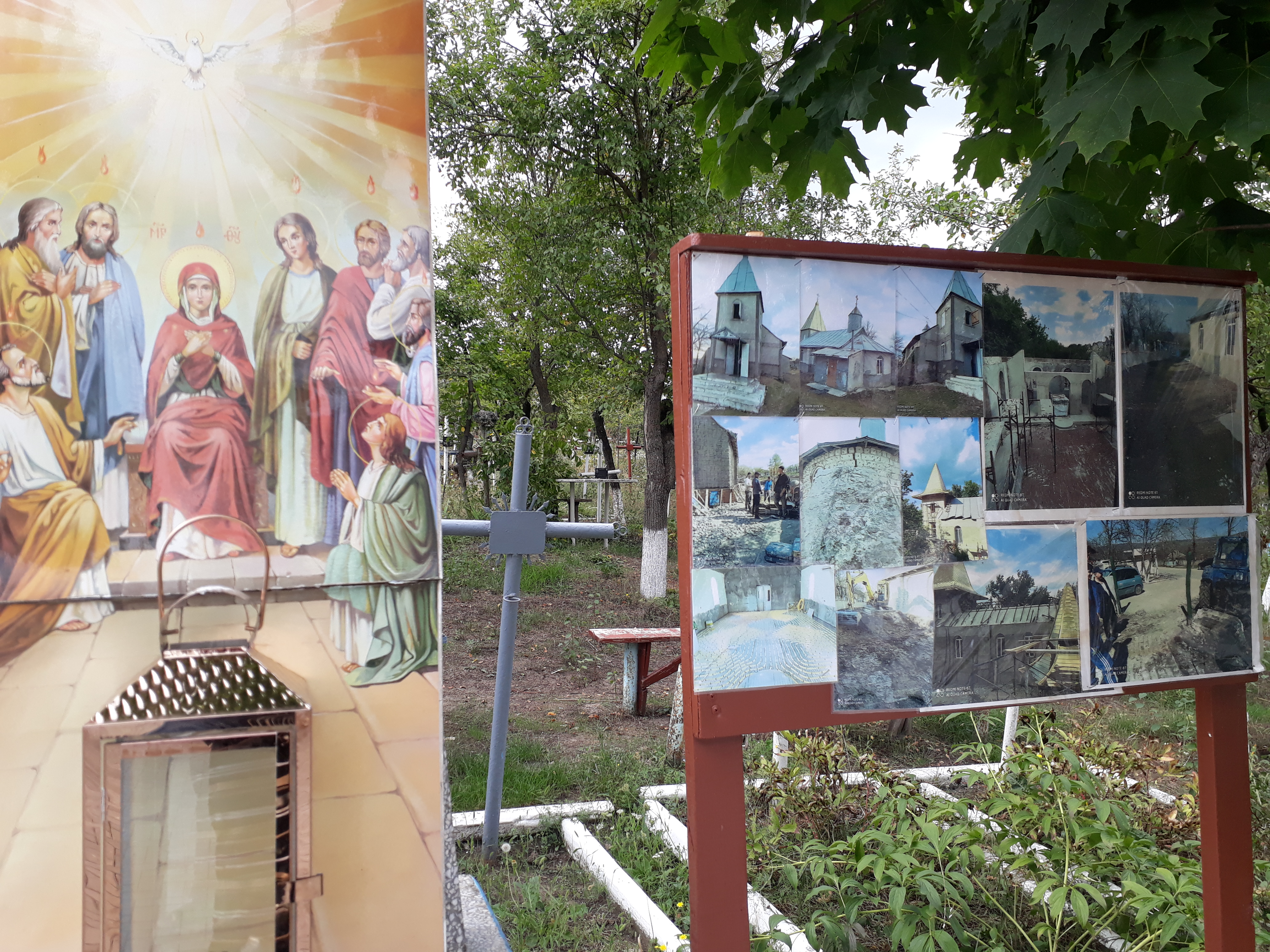
Aspect până la restaurare.

Monument în memoria consătenilor căzuți în Al Doilea Război Mondial